# Santa María la Real de Nieva
Santa María la Real de Nieva é um município da Espanha na província de Segóvia, comunidade autónoma de Castela e Leão, de área 179,75 km² com população de 1289 habitantes (2006) e densidade populacional de 7,37 hab/km².

## Demografia
| Variação demográfica do município entre 1991 e 2004 | Variação demográfica do município entre 1991 e 2004 | Variação demográfica do município entre 1991 e 2004 | Variação demográfica do município entre 1991 e 2004 |
| --------------------------------------------------- | --------------------------------------------------- | --------------------------------------------------- | --------------------------------------------------- |
| 1991                                                | 1996                                                | 2001                                                | 2004                                                |
| 1644                                                | 1545                                                | 1340                                                | 1322                                                |